# Claude Haldi
Claude Haldi, né le 28 novembre 1942 à Lausanne et mort le 25 décembre 2017 à Corbeyrier, est un pilote automobile suisse qui s'est engagé en rallye automobile, en course de côte et en endurance.

## Biographie
Chaudronnier de formation, il commence la compétition sur Simca 1000 en 1963.
Sa période d'activité sportive s'étend sur quatre décennies et lui permet d'être un des pilotes qui possède le plus de participations aux 24 Heures du Mans.
Bernard Béguin participe en GT au Championnat du Monde d'endurance en remportant en 1975, associé à Claude Haldi, les 1 000 km de Spa.
Après son arrêt des courses, il conserve des fonctions au sein de l'Automobile Club suisse.
Il meurt le 25 décembre 2017.

## Palmarès

### Titres
- Champion d'Europe de la montagne (et Trophée FIA) en 1970 dans la catégorie GT sur Porsche 911S ;
- Champion de Suisse des rallyes en 1979 ;
  - Vice champion d'Europe FIA Grand Tourisme en 1972[3] ;
  - 3e du championnat d'Europe FIA GT en 1973[4].

### Victoires et podiums en rallyes
(comptabilisés en ERC)
- Vainqueur du Rallye de la Costa Brava, en 1974 (Porsche Carrera) ;
- Vainqueur du Rallye de Lugano, en 1975 (Porsche Carrera) ;
  - 2e du rallye Lyon-Charbonnières, en 1970 ;
  - 2e du rallye RACE d'Espagne, en 1975 ;
  - 3e du rallye RACE d'Espagne, en 1973 ;
  - 3e du rallye de Genève, en 1971.

(nb: aussi 3e de la Targa Florio (routes et circuits), en 1973)

### Victoire et podium en endurance
- Quatre-Vingt-Quatre Heures du Nürburgring en 1970 (avec Gérard Larrousse et Helmut Marko sur Porsche 914/6) ;
- 1 000 kilomètres de Spa en catégorie GT en 1970 (avec Bernard Cheneviére) et 1975 (avec Bernard Béguin) ;
- Groupe B (Grand Tourisme modifié) aux 1 000 km d'Imola en Championnat du monde des voitures de sport 1984 (avec Rolf Göring et Hans-Jürgen Dürig, sur véhicule personnel de Göring) ;
  - 2e des 24 Heures de Spa en 1969 ;

### Résultats aux 24 Heures du Mans
- 22 participations entre 1968 et 1993 ;
- Vainqueur de la catégorie GTX en 1975 ;

| Année | Voiture                   | Équipe                             | Équipiers                               | Résultat |
| ----- | ------------------------- | ---------------------------------- | --------------------------------------- | -------- |
| 1968  | Ferrari 275 GTB/C         | Scuderia Filipinetti               | Jacques Rey                             | Abandon  |
| 1969  | Ferrari 275 GTB/C         | Scuderia Filipinetti               | Jacques Rey                             | Abandon  |
| 1970  | Porsche 911S              | Claude Haldi / Hart Ski Racing     | Artur Blanck                            | Abandon  |
| 1971  | Porsche 908/2             | Claude Haldi                       | Hans-Dieter Weigel                      | Abandon  |
| 1972  | Porsche 911S              | Claude Haldi                       | Paul Keller (pl) / « Gédéhem »          | Abandon  |
| 1973  | Porsche 911 Carrera RSR   | Martini Racing Team                | Reinhold Joest                          | Abandon  |
| 1974  | Porsche 911 Carrera RSR   | Escuderia Montjuich                | José-Maria Fernandez / Jean-Marc Seguin | Abandon  |
| 1975  | Porsche 911 Carrera Turbo | Porsche Club Romand                | Bernard Béguin / Peter Zbinden          | 15e      |
| 1976  | Porsche 934               | Schiller Racing Team               | Florian Vetsch                          | Abandon  |
| 1977  | Porsche 934               | Schiller Racing Team               | Florian Vetsch / Angelo Pallavicini     | Abandon  |
| 1978  | Porsche 935/76            | Haberthur / Mecarillos Racing Team | Herbert Müller / « Nico »               | Abandon  |
| 1979  | Porsche 935               | Claude Haldi                       | Herbert Loewe / Rodrigo Terran          | 11e      |
| 1980  | Porsche 935               | Meccarillos Racing                 | Bernard Béguin / Volkert Merl           | Abandon  |
| 1981  | Porsche 935               | Claude Haldi / Charles Ivey Racing | Mark Thatcher / Hervé Poulain           | Abandon  |
| 1982  | Porsche 935 K3            | Claude Haldi                       | Rodrigo Terran / François Hesnault      | Abandon  |
| 1983  | Porsche 930               | Claude Haldi                       | Günther Steckkönig / Bernd Schiller     | Abandon  |
| 1984  | Porsche 930               | Claude Haldi                       | Altfrid Heger / Jean Krucker            | 16e      |
| 1985  | WM P83B                   | WM Peugeot                         | Roger Dorchy / Jean-Claude Andruet      | Abandon  |
| 1986  | WM P83B                   | WM Secateva                        | Roger Dorchy / Pascal Pessiot           | 12e      |
| 1987  | Porsche 961               | Rothmans Porsche AG                | René Metge / Kees Nierop                | Abandon  |
| 1988  | WM P88                    | WM Secateva                        | Roger Dorchy / Jean-Daniel Raulet       | Abandon  |
| 1993  | Porsche 911 Carrera RSR   | Scuderia Chicco d'Oro              | Olivier Haberthur / Charles Margueron   | 18e      |

## Distinctions
- 1975 : Porsche Cup du Pilote Porsche de l'année[5] ;
- 1979 : BP Racing Trophy (par les journalistes suisses spécialisés)[6].